# Амирханян, Амо Азизович
Амо Азизович Амирханян (10 мая 1906 года, Маштак, Западная Армения — 16 ноября 1986 года, Баку) — армянский литературовед, журналист, кандидат филологических наук, член Союза писателей СССР с 1941 года.

## Биография
Родился в Васпуракане. Жил и воспитывался в детских домах Армении. В 1923—1925 годах работал делопроизводителем. Далее работал заведующим Ереванского молодёжного клуба, заместителем заведующего отдела агитации Ереванского горкома ЛКСМ, ответственным секретарём профсоюза работников просвещения Нового Баязета и Эчмиадзина, заместителем заведующего отделом агитации и теоретической подготовки ЦК ВЛКСМ.
В 1931 году переехал в Баку. С 1933 года — работал в Баку в редакции газеты «Коммунист» в качестве заведующего отделом, ответственного секретаря, заместителя главного редактора, редактора. В 1944—1948 годах — заместитель министра просвещения Азербайджанской ССР. В 1948—1954 годах — вновь редактор газеты «Коммунист». В 1954—1968 годах работал в качестве главного редактора армяноязычных изданий в Азербайджанской ССР. С 1968 года — старший научный сотрудник Армянского филиала Института марксизма-ленинизма Института истории партии при ЦК КПСС.
Депутат Верховного Совета СССР 3-го созыва.

## Произведения
- Սովետահայ գրականության զարգացումը Ադրբեջանում, Բաքու, Ազերնեշր, 1949, 172 էջ։